# Carnaval de João Pessoa
Esta é a lista das escolas campeãs do Carnaval de João Pessoa de 1963 a 2024.
São pontuadas abaixo algumas das agremiações campeãs do carnaval tradição, concurso este que remonta ao final da década de 1940.
| Ano do desfile | Escola de samba campeã     | Vice campeã                | Bairro da agremiação campeã |
| -------------- | -------------------------- | -------------------------- | --------------------------- |
| 1963           | Malandros do Morro         |                            | Torre                       |
| 1964           |                            |                            |                             |
| 1965           | Malandros do Morro         |                            | Torre                       |
| 1966           |                            |                            |                             |
| 1967           | Malandros do Morro         |                            | Torre                       |
| 1968           | Malandros do Morro         |                            | Torre                       |
| 1969           | não houve disputa          | não houve disputa          | não houve disputa           |
| 1970           |                            |                            |                             |
| 1971           | Malandros do Morro         |                            | Torre                       |
| 1972           | Malandros do Morro         |                            | Torre                       |
| 1973           | Malandros do Morro         |                            | Torre                       |
| 1974           |                            |                            |                             |
| 1975           | Malandros do Morro         |                            | Torre                       |
| 1976           |                            |                            |                             |
| 1977           |                            |                            |                             |
| 1978           | Última Hora                |                            | Jaguaribe                   |
| 1979           |                            |                            |                             |
| 1980           |                            |                            |                             |
| 1981           |                            |                            |                             |
| 1982           | Catedráticos do Ritmo      | Última Hora                | Roger                       |
| 1983           | não houve disputa          | não houve disputa          | não houve disputa           |
| 1984           | Última Hora                | Catedráticos do Ritmo      | Jaguaribe                   |
| 1985           | Catedráticos do Ritmo      |                            | Roger                       |
| 1986           |                            |                            |                             |
| 1987           | Última Hora                |                            | Jaguaribe                   |
| 1988           | Última Hora                |                            | Jaguaribe                   |
| 1989           | Última Hora                |                            | Jaguaribe                   |
| 1990           | Malandros do Morro         |                            | Torre                       |
| 1991           | Malandros do Morro         |                            | Torre                       |
| 1992           | Última Hora                |                            | Jaguaribe                   |
| 1993           | Catedráticos do Ritmo      |                            | Roger                       |
| 1994           | Catedráticos do Ritmo      |                            | Roger                       |
| 1995           | Catedráticos do Ritmo      |                            | Roger                       |
| 1996           | Catedráticos do Ritmo      |                            | Roger                       |
| 1997           | Catedráticos do Ritmo      |                            | Roger                       |
| 1998           | Malandros do Morro         |                            | Torre                       |
| 1999           | Catedráticos do Ritmo      |                            | Roger                       |
| 2000           | Malandros do Morro         |                            | Torre                       |
| 2001           | Malandros / Catedráticos   |                            | Torre / Roger               |
| 2002           | Catedráticos               |                            | Roger                       |
| 2003           | Malandros do Morro         | Catedráticos do Ritmo      | Torre                       |
| 2004           | Catedráticos do Ritmo      | Malandros do Morro         | Roger                       |
| 2005           | Catedráticos do Ritmo      | Malandros do Morro         | Roger                       |
| 2006           | Império do Samba           | Catedráticos do Ritmo      | Roger                       |
| 2007           | Catedráticos do Ritmo      | Malandros do Morro         | Roger                       |
| 2008           | Império do Samba           | Malandros do Morro         | Roger                       |
| 2009           | Império do Samba           | Independentes de Mandacaru | Roger                       |
| 2010           | Império do Samba           | Independentes de Mandacaru | Roger                       |
| 2011           | Império do Samba           | Malandros do Morro         | Roger                       |
| 2012           | Malandros do Morro         | Império do Samba           | Torre                       |
| 2013           | Malandros do Morro         | Império do Samba           | Torre                       |
| 2014           | Independentes de Mandacaru | Império do Samba           | Mandacaru                   |
| 2015           | Império do Samba           | Independentes de Mandacaru | Roger                       |
| 2016           | Malandros do Morro         | Independentes de Mandacaru | Torre                       |
| 2017           | Unidos do Roger            | Malandros do Morro         | Roger                       |
| 2018           | Malandros do Morro         | Unidos do Roger            | Torre                       |
| 2019           | Unidos do Roger            | Malandros do Morro         | Roger                       |
| 2020           | Unidos do Roger            | Império do Samba           | Roger                       |
| 2021           | não houve disputa          | não houve disputa          | não houve disputa           |
| 2022           | não houve disputa          | não houve disputa          | não houve disputa           |
| 2023           | Unidos do Roger            | Império do Samba           | Roger                       |
| 2024           | Unidos do Roger            | Império do Samba           | Roger                       |

| Agremiação                 | Titulos de 1963 Para 2024 |
| Catedraticos do ritimo +   | 12 Conquistas             |
| Malandros do morro         | 17 Conquistas             |
| Imperio do samba           | 6 Conquistas              |
| Unidos do roger            | 5 Conquistas              |
| Última hora +              | 6 Conquistas              |
| Independentes de mandacaru | 1 Conquista               |
| -------------------------- | ------------------------- |

Vale salientar que o histórico Geral de Campeãs do carnaval tradição de João Pessoa, remonta o inicio dos anos 50, havendo portanto incontáveis agremiações cujo registros são escassos ou inexistentes, Podemos pontuar as grandes campeãs do carnaval tradição no concurso de escolas de samba,  A Malandros do Morro do Bairro da Torre com cerca de 17 títulos, Sendo das tradicionais escolas da cidade a única em atividade desde 1956. A extinta Catedráticos do Ritmo do bairro do Roger com 25 títulos, Desfilando entre os anos 1967 à 2012, Assim  como as notáveis agremiações dos Bairros de Jaguaribe e Cruz das Armas também inativas, a Escola de Samba Ultima Hora (Jaguaribe) que entre os anos de 1955 e 1992 foi campeã diversas vezes, E a Noel Rosa (Cruz das Armas primeira escola do município Pessoense de 1954 ao final dos anos 80 .O Carnaval de João Pessoa é uma evento tradicional que ocorre anualmente nas ruas da cidade, dividido em dois formatos paralelos, o Carnaval Tradição e o Folia nas Ruas.
O chamado "Carnaval Tradição" é o modelo mais tradicional de folia, que surgiu em 1914 e é voltado para as classes populares, que congrega agremiações carnavalescas de diversos tipos, tais como as chamadas "ursas", uma manifestação típica da cidade, "tribos indígenas", clubes de frevo e escolas de samba. Já o "Folia nas Ruas" tem seu foco no período pré-carnavalesco, e surgiu nos anos 1980, tendo dominado a maior parte de recursos e patrocínio. Entre as maiores agremiações do Folia nas Ruas, estão o Cafuçu e o bloco Muriçocas do Miramar.
Também já foi considerado eventualmente como parte do Carnaval, ou do Pré-Carnaval, o evento denominado Micaroa, que foi substituído posteriormente pelo Fest Verão Paraíba.

Pavilhões de algumas agremiãçoes

## Resultados

### 2018
| Grupo Especial | Grupo Especial             | Grupo Especial | Grupo Especial |
| Colocação      | Agremiação                 | Pontos         | Ref.           |
| -------------- | -------------------------- | -------------- | -------------- |
| 1º             | Malandros do Morro         |                | [ 5 ]          |
| 2º             | Unidos do Róger            |                | [ 5 ]          |
| 3º             | Independentes de Mandacaru |                | [ 5 ]          |

| Orquestras de Frevo | Orquestras de Frevo  | Orquestras de Frevo | Orquestras de Frevo |
| Colocação           | Agremiação           | Pontos              | Ref.                |
| ------------------- | -------------------- | ------------------- | ------------------- |
| 1º                  | Piratas de Jaguaribe |                     | [ 5 ]               |
| 2º                  | Ciganos de Esplanada |                     | [ 5 ]               |
| 3º                  | 25 Bichos            |                     | [ 5 ]               |

| Tribos Indígenas | Tribos Indígenas | Tribos Indígenas | Tribos Indígenas |
| Colocação        | Agremiação       | Pontos           | Ref.             |
| ---------------- | ---------------- | ---------------- | ---------------- |
| 1º               | Tupy Guarani     |                  | [ 5 ]            |
| 2º               | Africanos        |                  | [ 5 ]            |
| 3º               | Tabajaras        |                  | [ 5 ]            |

| Alas Ursas: | Alas Ursas:  | Alas Ursas: | Alas Ursas: |
| Colocação   | Agremiação   | Pontos      | Ref.        |
| ----------- | ------------ | ----------- | ----------- |
| 1º          | Urso da Paz  |             | [ 5 ]       |
| 2º          | Urso Jamaica |             | [ 5 ]       |
| 3º          | Urso Panda   |             | [ 5 ]       |

### 2019
| Grupo Especial | Grupo Especial             | Grupo Especial | Grupo Especial |
| Colocação      | Agremiação                 | Pontos         | Ref.           |
| -------------- | -------------------------- | -------------- | -------------- |
| 1º             | Unidos do Róger            |                | [ 6 ]          |
| 2º             | Malandros do Morro         |                | [ 6 ]          |
| 3º             | Independentes de Mandacaru |                | [ 6 ]          |

| Orquestras de Frevo | Orquestras de Frevo   | Orquestras de Frevo | Orquestras de Frevo |
| Colocação           | Agremiação            | Pontos              | Ref.                |
| ------------------- | --------------------- | ------------------- | ------------------- |
| 1º                  | Bandeirantes da Torre |                     | [ 6 ]               |
| 2º                  | Piratas de Jaguaribe  |                     |                     |
| 3º                  | Frevo Folia           |                     | [ 6 ]               |

| Tribos Indígenas | Tribos Indígenas | Tribos Indígenas | Tribos Indígenas |
| Colocação        | Agremiação       | Pontos           | Ref.             |
| ---------------- | ---------------- | ---------------- | ---------------- |
| 1º               | Tupy Guarany     |                  | [ 6 ]            |
| 2º               | Tabajaras        |                  | [ 6 ]            |
| 3º               | Tupinambá        |                  | [ 6 ]            |

| Alas Ursas: | Alas Ursas:        | Alas Ursas: | Alas Ursas: |
| Colocação   | Agremiação         | Pontos      | Ref.        |
| ----------- | ------------------ | ----------- | ----------- |
| 1º          | Urso Reboliço      |             | [ 6 ]       |
| 2º          | Urso Panda         |             | [ 6 ]       |
| 3º          | Urso Anos Dourados |             | [ 6 ]       |

### 2020
| Grupo Especial | Grupo Especial    | Grupo Especial | Grupo Especial |
| Colocação      | Agremiação        | Pontos         | Ref.           |
| -------------- | ----------------- | -------------- | -------------- |
| 1º             | Unidos do Róger   |                | [ 7 ] [ 8 ]    |
| 2º             | Império do Samba  |                | [ 8 ]          |
| 3º             | Malandro do Morro |                | [ 8 ]          |

| Orquestras de Frevo | Orquestras de Frevo                     | Orquestras de Frevo | Orquestras de Frevo |
| Colocação           | Agremiação                              | Pontos              | Ref.                |
| ------------------- | --------------------------------------- | ------------------- | ------------------- |
| 1º                  | Clube de Frevo Piratas de Jaguaribe     |                     | [ 8 ]               |
| 2º                  | Clube de Frevo São Rafael Frevo e Folia |                     | [ 8 ]               |
| 3º                  | Clube de Frevo Bandeirante da Torre     |                     | [ 8 ]               |

| Tribos Indígenas | Tribos Indígenas                          | Tribos Indígenas | Tribos Indígenas |
| Colocação        | Agremiação                                | Pontos           | Ref.             |
| ---------------- | ----------------------------------------- | ---------------- | ---------------- |
| 1º               | Tribo Indígena Africanos – Cristo         |                  | [ 8 ]            |
| 2º               | Tribo Indígena Tabajaras – Cruz das Armas |                  | [ 8 ]            |
| 3º               | Tribo Indígena Tupi Guarani – Jaguaribe   |                  | [ 8 ]            |

| Alas Ursas: | Alas Ursas:                  | Alas Ursas: | Alas Ursas: |
| Colocação   | Agremiação                   | Pontos      | Ref.        |
| ----------- | ---------------------------- | ----------- | ----------- |
| 1º          | Amigo Batucada – Rangel      |             | [ 8 ]       |
| 2º          | Urso Jamaica – Bayeux        |             | [ 8 ]       |
| 3º          | Urso Celebridade – Mandacaru |             | [ 8 ]       |